# Leandro Campos (Tumbes)
Leandro Campos es un caserío peruano ubicado en el distrito de Matapalo, perteneciente a la provincia de Zarumilla del departamento de Tumbes, al norte del Perú. 

## Ubicación
Leandro Campos se ubica al este de la provincia de Zarumilla, en el distrito de Matapalo, en el departamento de Tumbes. Se ubica cerca a la frontera ecuatoriana-peruana.

## Demografía
En 2017 Leandro Campos tenía una población de 535 habitantes.